# 東光院 (豊中市)

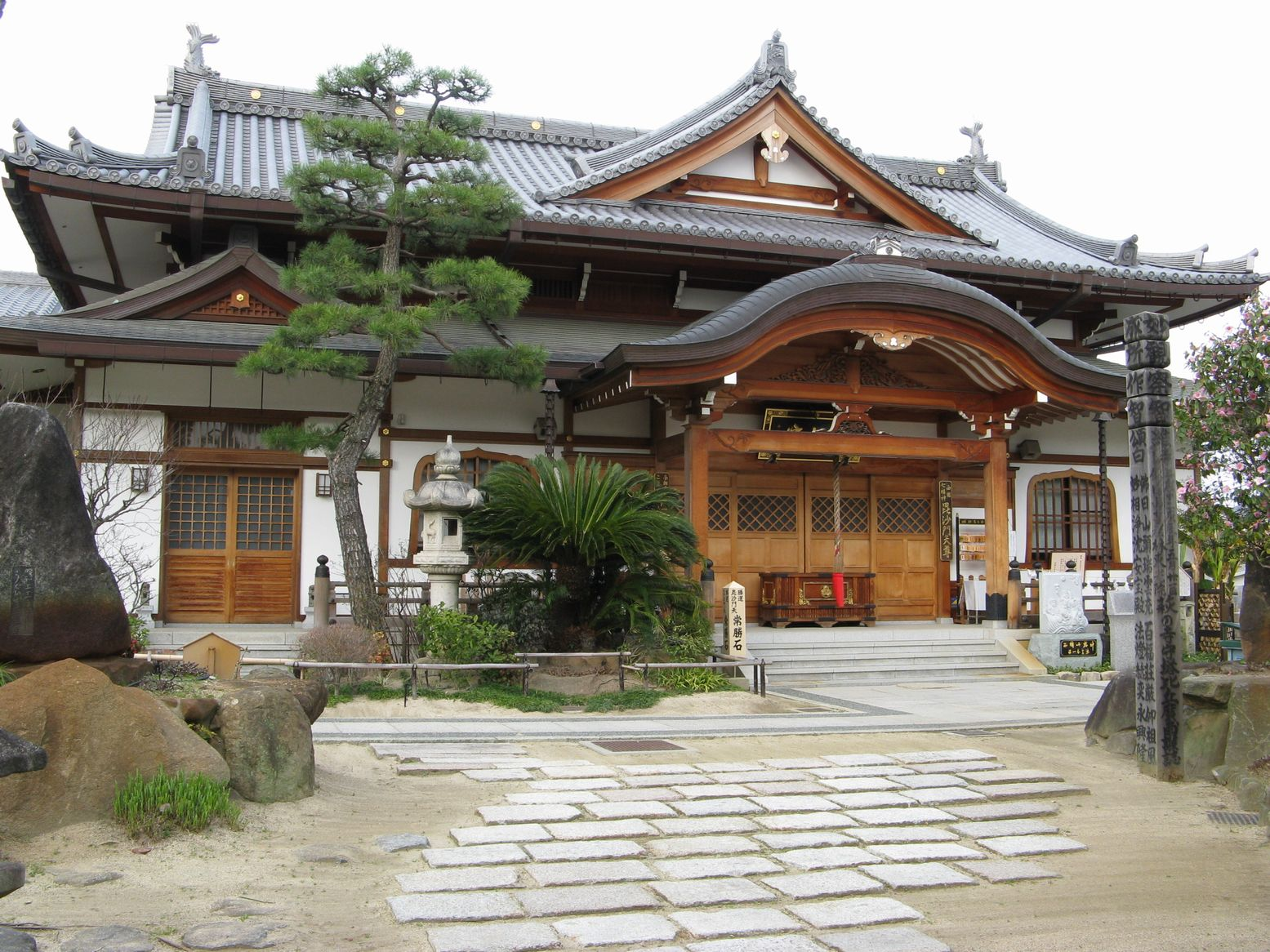
本堂

東光院（とうこういん）は、大阪府豊中市にある曹洞宗の別格地の寺院。山号は仏日山。本尊は薬師如来。境内の随所に萩が植えられ「萩の寺」とも称され、毎年9月には「萩まつり」が催される。正岡子規も当寺の萩を賞して句を残し、境内に句碑が立てられている。本堂には新西国三十三箇所第12番札所本尊の十一面観音立像（こより観音）も祀られている。庭園「萩露園」は大阪みどりの百選に選ばれている。

## 歴史
奈良時代に中津川南岸の豊崎の地（現・大阪市北区中津、中国街道沿い）は死者を川べりに捨てる所であり、「浜の墓」と呼ばれる場所であった。天平7年（735年）秋にこの地を訪れた行基が、人々に日本で初めて火葬の方法を伝授し、自ら薬師如来像を作って付近に生えていた萩を供えたのが当寺の始まりとされている。その後、人々の浄財により薬師堂が建立されたという。
以来寺名は薬師堂であったが、延宝9年（1681年）に相模国功雲寺の霊全和尚が入寺して曹洞宗に改め、寺名を東光院に改めた。その後、衰微していたが、文化年間（1804年 - 1818年）に大坂十人両替の殿村平右衛門と中原庄兵衛の寄進によって、彌天一州禅師が再興した。これにより「南の四天王寺、北の東光院」と呼ばれるほどに栄えた。
1873年（明治6年）に大阪府西成郡川崎村（現・大阪市北区天満1丁目、造幣局一帯）にあった川崎東照宮が廃社されるのに伴い、東照宮本地堂「瑠璃殿」（現・東照閣仏舎利殿）とその本地仏である徳川家康ゆかりの厄除薬師如来坐像（現・三十三観音堂本尊）、東照宮不動堂の本尊・不動明王を当院に移している。
1903年（明治36年）には玉江橋付近（現・大阪市福島区福島1丁目）にあった豊臣秀吉が天正18年（1590年）に相模国最乗寺から勧請した道了大権現（妙覚道了）を祀る道了堂（小田原藩の寄進で建立）を当院に移している。
箕面有馬電気軌道（現・阪急電鉄）の小林一三に宅地開発されつつある宝塚線沿いに移転して町の核となってくれるよう頼まれ、1914年（大正3年）に別院があった現在地へ移転した。
1973年（昭和48年）に東光院の別院であった浄土宗の谷称院を合併している。
1988年（昭和63年）秋に交流のあったスリランカの名僧でダルマ・ガヴェーシ寺院の創始者コタヘーネ・ジナランカーラ長老により釈尊の右鎖骨の仏舎利が寄贈されている。
1995年（平成7年）の阪神・淡路大震災で本堂が大破するなどの被害が出たが復興した。1997年（平成9年）にスリランカのケラニヤ大寺のコルピティ・マヒンダ管長より、同寺の秘宝である6世紀制作の仏足石を模刻し調製したものが寄贈された。また、2000年（平成12年）春、スリランカ仏教徒会議により釈迦如来白仏（ホワイト・ブッダ）像が寄贈されている。
後醍醐天皇の菩提を弔うため南朝の女官たちが制作し、川崎東照宮観音堂の本尊であった十一面観音立像は「こより観音」と通称されている。1985年（昭和60年）の修理で、法華経の料紙を「こより」にしたものを衣として着せ掛けた全国的にも珍しい仏像であることがわかった。現在は新西国第12番霊場の本尊となっている。
なお庭園「萩露園」は北大路魯山人が命名したものであり、大阪みどりの百選に選定されている。

## 境内
- 本堂（吉祥林・圓通殿） - 1995年（平成7年）の阪神・淡路大震災で大破したが、1999年（平成11年）10月19日に再建された[9]。本尊の薬師如来坐像のほか、新西国三十三箇所第12番札所本尊の十一面観音立像（こより観音）、西国七福神の毘沙門天及び両脇侍像、平安時代の作で、重要文化財に指定されている木造釈迦如来坐像などが安置されている。
- 庫裏
- 大書院
- 道了大権現堂 - もとは玉江橋付近（現・大阪市福島区福島1丁目）にあったもの。中津の地を経て現在地に移された[10]。
- 道了大権現石仏
- 東照閣仏舎利殿（豊中市指定有形文化財） - あごなし地蔵堂とも呼ばれる。寛文5年（1665年）12月に大坂城主松平忠明によって川崎東照宮本地堂「瑠璃殿」として建立されたもの[11]。
- 吉祥林永代塔 - 釈迦如来白仏（ホワイト・ブッダ）像を祀る[6]。
- 毘沙門堂
- 三十三観音堂 - 天保4年（1833年）に大阪の紳商中西屋の発願により建立。西国三十三所観音霊場の観音像を祀るお砂踏み霊場。本尊は徳川家康ゆかりの厄除薬師如来坐像[12]。
- 方丈「不識庵」
- 正岡子規・高浜虚子などの句碑
- 庭園「萩露園」 - 萩の庭園。北大路魯山人による命名。大阪みどりの百選に選定[13]。
- 山門 - 天保6年（1835年）10月18日再建。1915年（大正4年）に現在地に移築。1995年（平成7年）7月修理[14]。
- 北向き延命地蔵

## 文化財

### 重要文化財
- 木造釈迦如来坐像 - 平安時代後期。像高7.3cmほどの小像で、元は化仏（けぶつ[15]）として作られたものと推定されている。大阪市立美術館寄託。

### 豊中市指定有形文化財
- 旧川崎東照宮本地堂（東照閣仏舎利殿）

## 前後の札所
新西国三十三箇所
11 當麻寺　-　12 東光院　-　13 満願寺
西国七福神（毘沙門天）

## 所在地
- 大阪府豊中市南桜塚1丁目12-7

## アクセス
- 阪急宝塚本線 曽根駅より徒歩約7分。